# Кариотип
Кариотип е съвкупността от броя, морфологичните особености (формите) и големината (размерите) на метафазните хромозоми на даден вид. Кариотипът се предава на дъщерните клетки след всяка митоза.
Кариотипът на вида е специфичен и постоянен. Този на човека се състои от 46 хромозома, на плодовата мушица (дрозофилата) – 8, на мишката — 40, , на царевицата – 20.
По отношение на симетричността, кариотипът бива:
- симетричен - когато всички хромозоми (метацентрични) са еднакви по размери и по разположение на центромера, както е например при някои растения.
- несиметричен - когато съставящите го хромозоми се различават по форма и големина, както е при бозайниците и някои по-низши организми.